# Menesia transversonotata
Menesia transversonotata är en skalbaggsart som beskrevs av Heller 1924. Menesia transversonotata ingår i släktet Menesia och familjen långhorningar.
Artens utbredningsområde är Filippinerna. Inga underarter finns listade i Catalogue of Life.